# Rachid Dahmani
Pour les articles homonymes, voir Dahmani (homonymie).
Rachid Dahmani (en arabe : رشيد الدهماني) est un ancien footballeur marocain né le 12 mai 1982. Il évoluait au poste de milieu de terrain.
Surnommé faracha, qui veut dire papillon en arabe, à cause de son agilité et sa rapidité en jeu, il était capitaine de l'équipe du MAS Fès vainqueur de la coupe du Trône 2011, de la coupe de la confédération 2011 et la supercoupe d'Afrique 2012.

## Carrière

### Joueur
- 2004-2013 :  MAS Fès
- 2013-2014 :  Wydad de Fès
- 2014-novembre 2014 :  Raja Beni Mellal
- décembre 2014-2015 :  CA Khénifra

### Entraîneur
- 2019 :  Qods Taza

## Palmarès
Avec le  Maghreb de Fès :
- Championnat du Maroc
  - Vice-Champion : 2011

- Tournoi Antifi
  - Vainqueur en 2011

- Coupe de la confédération
  - Vainqueur en  2011
- Coupe du Trône
  - Vainqueur : 2011
  - Finaliste : 2010
- Supercoupe de la CAF
  - Vainqueur : 2012